# George Cary (Politiker)
George Cary (* 7. August 1789 bei Allens Fresh, Charles County, Maryland; † 10. September 1843 in Thomaston, Georgia) war ein US-amerikanischer Politiker. Zwischen 1823 und 1827 vertrat er den Bundesstaat Georgia im US-Repräsentantenhaus.

## Werdegang
George Cary besuchte die öffentlichen Schulen seiner Heimat. Nach einem anschließenden Jurastudium und seiner Zulassung als Rechtsanwalt begann er in Frederick in seinem neuen Beruf zu arbeiten. Außerdem arbeitete er in der Landwirtschaft. Später zog Cary nach Appling in Georgia. Politisch wurde er Mitglied der Demokratisch-Republikanischen Partei.
Zwischen 1819 und 1821 saß er als Abgeordneter im Repräsentantenhaus von Georgia. Bei den staatsweit abgehaltenen Kongresswahlen des Jahres 1822 wurde Cary für das dritte Abgeordnetenmandat von Georgia in das US-Repräsentantenhaus in Washington, D.C. gewählt. Dort trat er am 4. März 1823 die Nachfolge von George Rockingham Gilmer an. Nach einer Wiederwahl im Jahr 1824 konnte er bis zum 3. März 1827 zwei Legislaturperioden im Kongress absolvieren. Damals wurde er ein Anhänger des späteren Präsidenten Andrew Jackson.
Nach dem Ende seiner Zeit im US-Repräsentantenhaus stieg Cary in das Zeitungsgeschäft ein. Im Jahr 1834 war er noch einmal Abgeordneter im Repräsentantenhaus seines Staates. George Cary starb am 10. September 1843 in Thomaston.